# 6518 Vernon
A 6518 Vernon (ideiglenes jelöléssel 1990 FR) a Naprendszer kisbolygóövében található aszteroida. Eleanor F. Helin fedezte fel 1990. március 23-án.